# Sprawiedliwość

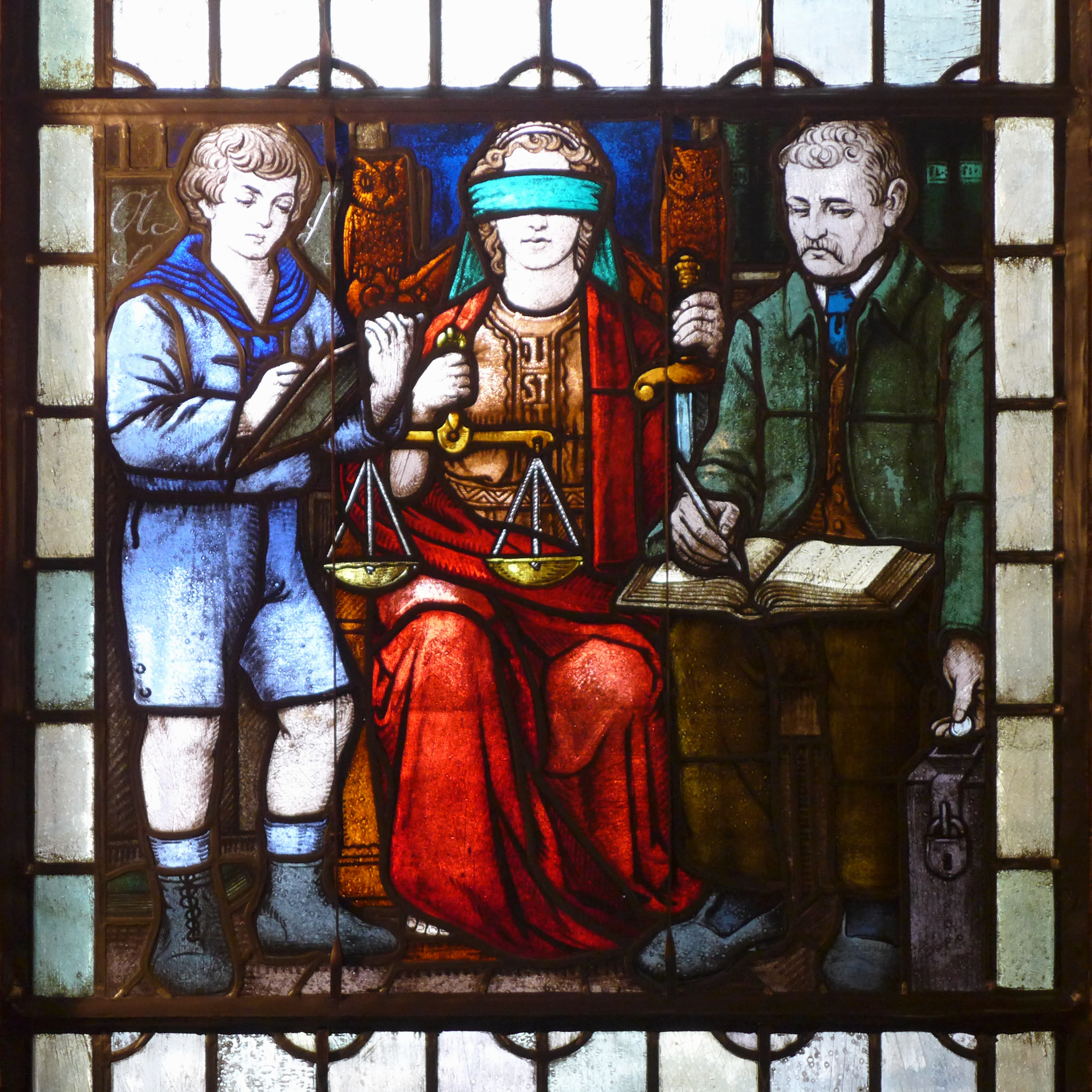
Sprawiedliwość na witrażu w ratuszu w Buxtehude, Niemcy

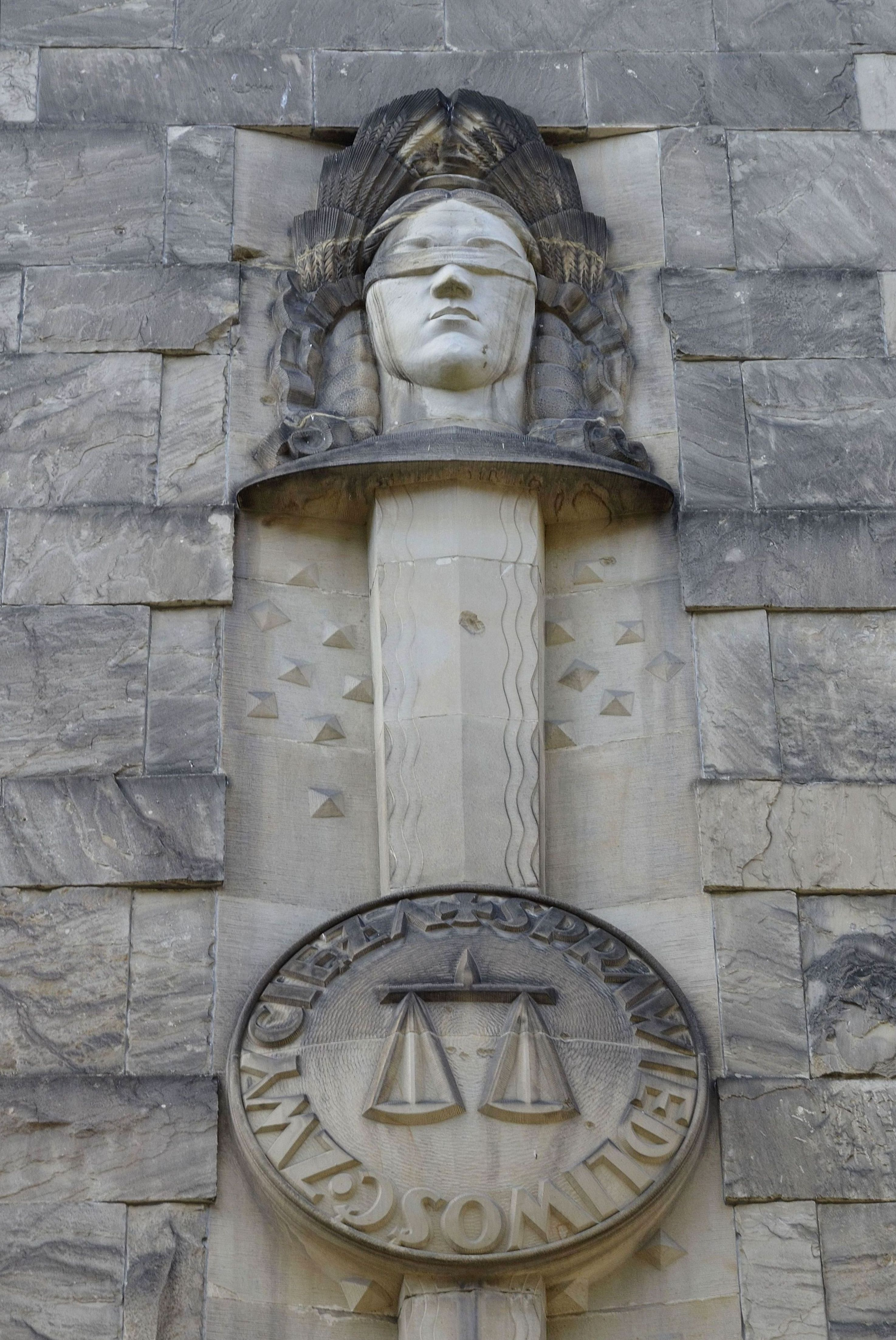
Jeden z symboli sprawiedliwości – Temida z opaską na oczach – na fasadzie gmachu Sądu Okręgowego przy al. Solidarności 127 w Warszawie

Sprawiedliwość – "uczciwe, prawe postępowanie". Jedno z podstawowych pojęć etycznych i prawnych, oznaczające cechę przypisywaną jednostkom (osoba sprawiedliwa), działaniom (sprawiedliwe postępowanie) czy instytucjom społecznym (sprawiedliwe prawa, sprawiedliwy ustrój, sprawiedliwy wyrok), wiązaną najczęściej z odpowiednim rozdziałem dóbr lub bezstronnością.

## Ujęcie potoczne
W tym sensie przyjmuje się, że osoba starająca się działać sprawiedliwie przykłada do siebie i innych ludzi zawsze tę samą miarę moralną i stara się w relacjach z nimi postępować zawsze zgodnie z wyznawanymi przez siebie zasadami etycznymi. Dotyczy to szczególnie sytuacji, w których występuje konflikt interesów.
Słowo to jest też używane przy ogólnej ocenie stosunków społecznych i prawnych występujących na danym obszarze. W tym sensie mówimy, że w danym kraju panuje sprawiedliwość, jeśli system prawno-polityczny panujący w tym kraju traktuje w równy, uczciwy i zgodny z wyznawanymi przez oceniającego normami etycznymi wszystkich ludzi znajdujących się na jego terytorium.
We wszystkich tych sensach zawsze otwartą pozostaje kwestia samego systemu etycznego, który stosuje się przy ocenie, czy w danym przypadku sprawiedliwość jest zachowana, czy nie, gdyż zdarza się często, że zwolennicy różnych systemów etycznych różnie oceniają poszczególne zdarzenia i działania z punktu widzenia ich sprawiedliwości.
W języku polskim w znaczeniu potocznym przez "sprawiedliwość" rozumie się też czasami cały system prawny i wszystkie instytucje państwowe powołane do jego egzekwowania.
Istnieją różne rodzaje sprawiedliwości. W prawie określa właściwości wyrokowania, a w polityce jest utożsamiana z podziałem dóbr materialnych według ustalonych zasad i kryteriów oraz z równością szans i uprawnień obywateli wobec prawa.

## Ujęcie klasyczne
Klasyczna definicja sprawiedliwości pochodzi od rzymskiego prawnika Ulpiana, według którego sprawiedliwość jest stałą i niezmienną wolą przyznania każdemu należnego mu prawa (Iustitia est constans et perpetua voluntas ius suum cuique tribuere).

## Ujęcie katolickie
W sensie religijnym „sprawiedliwość jest cnotą moralną, która polega na stałej i trwałej woli oddawania Bogu i bliźniemu tego, co im się należy” (KKK 1807).
Sprawiedliwość rodzi się naturalnie w każdym człowieku. Każdy człowiek ze swej natury posiada pewne prawa, a sprawiedliwość polega na ich poszanowaniu.
Sprawiedliwość wobec Boga to cnota religijności.

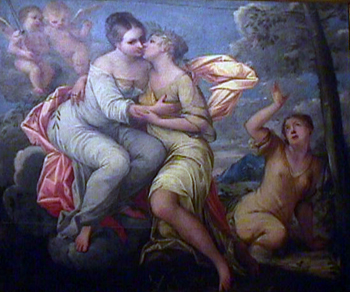
Alegoryczny pocałunek sprawiedliwości i pokoju

## Sprawiedliwość społeczna
Szczególnym przypadkiem użycia tego słowa jest fraza sprawiedliwość społeczna, która w potocznym rozumieniu oznacza przyznanie człowiekowi tego, co z tytułu jego wkładu pracy lub zasług słusznie mu się należy lub w ujęciu prawnym przyznanie każdej jednostce należnych jej praw wynikających z zasad demokracji. 
Uznaje się, że pojęcia sprawiedliwości społecznej pierwszy raz użył w 1840 jezuicki teolog Luigi Taparelli w swoim dziele Essai théorique de droit naturel. Jej popularyzację zawdzięcza się również Antonio Rosmini-Serbatiemu. 
W części publikacji postuluje się, by sprawiedliwość społeczna oznaczała taką organizację systemu ekonomicznego danego państwa, w którym jest zachowany w miarę równy dostęp do podstawowych dóbr materialnych dla wszystkich jego mieszkańców, a w bardziej zachowawczej wersji – przynajmniej w miarę równe szanse na uzyskanie takiego dostępu do tych dóbr, który umożliwia godne życie, oraz brak grup społecznych zepchniętych na margines nędzy i pozbawionych realnych szans na poprawę swojej sytuacji.
Postulat "urzeczywistniania zasady sprawiedliwości społecznej" występuje także w artykule 2 Konstytucji RP. W komentarzach do Konstytucji pojęcie to jest jednak definiowane jako nakaz tworzenia sprawiedliwego prawa i uchylania prawa niesprawiedliwego.
Wielu liberalnych prawników i ekonomistów (m.in. Friedrich Hayek) odrzuca w ogóle pojęcie sprawiedliwości społecznej jako niemożliwe do zdefiniowania i jako takie prowadzące do nadinterpretacji w celu realizowania partykularnych interesów. Zdaniem Rogera Scrutona konserwatyzm stanowczo sprzeciwia się idei sprawiedliwości społecznej.
W politologii, ze względu na kryteria, wyróżnia się zasadniczo pięć rodzajów sprawiedliwości społecznej (wg Chaïma Perelmana), jednak niektórzy dopuszczają również szóstą możliwość.
1. każdemu to samo – czyli pogląd zakładający, że wszyscy członkowie społeczności powinni być traktowani jednakowo, niezależnie od jednostkowych uwarunkowań. W praktyce zaprzeczenie zasady sprawiedliwości społecznej ze względu na utopijny charakter.
2. każdemu według jego zasług – każdy członek społeczności powinien być traktowany według swoich zasług. To kryterium należy do subiektywnych, rodzi się bowiem pytanie: jak owe zasługi mierzyć?
3. każdemu według jego dzieł – pod uwagę brane są efekty działalności jednostki, których wartość utożsamia się najczęściej z ich wartością wymienną, a nie wkład pracy.  Jest to kryterium pragmatyczne, jego stosowanie w praktyce przyczynia się do wykształcania elit gospodarczych. W tym ujęciu nie są uwzględniane naturalne uwarunkowania jednostki, które wpływają na efektywność jej pracy.
4. każdemu według potrzeb – jest to zasada oparta na poczuciu solidarności, zakłada równość w zaspokajaniu przynajmniej podstawowych potrzeb jednostki. Znajduje zastosowanie w prawodawstwie socjalnym i koncepcjach państwa opiekuńczego, prowadzi jednak do problemów wynikających ze zróżnicowania potrzeb oraz kwestii ich finansowania.
5. każdemu według pozycji – kryterium arystokratyczne, wywodzące się z koncepcji hierarchicznej budowy społeczeństwa. Zakłada dystrybucję dóbr według pozycji społecznej.
6. każdemu według tego, co przyznaje prawo – kryterium w istocie tautologiczne.  Pytanie, co prawo powinno przyznawać, pozostaje bez odpowiedzi.

## Sprawiedliwość terytorialna
Według ekonomisty Jerzego Wilkina sprawiedliwość terytorialna jest formą sprawiedliwości społecznej, która, oprócz podstawowych cech związanych z tym pojęciem, w odniesieniu do jednostek i grup społecznych bierze pod uwagę ich przestrzenne uwarunkowania, traktując przestrzeń (terytorium) jako potencjalną i realną barierę dostępu do zasad sprawiedliwości.

## Religioznawstwo
Istnienie niesprawiedliwości społecznych uznaje się czasami za przyczynę powstania wyobrażeń religijnych na temat życia pozagrobowego, w którym to dopiero ma zapanować sprawiedliwość, nagroda i kara za uczynki. Odmiennie – społeczeństwa przedklasowe często umieszczały dusze wszystkich zmarłych w jednym wspólnym miejscu niezależnie od uczynków za życia.

## Ikonografia
Już w starożytności przedstawiano ją w sposób alegoryczny (np. na monetach). Jej ikonografia ukształtowała się jednak w średniowieczu i wczesnej nowożytności. 
Jej atrybutami były miecz (symbol władzy), waga szalkowa, pion geodezyjny, ekierka, korona, kula ziemska. Od XVI w. jej oczy bywają przesłoniętą opaską.
Zwierzęciem symbolicznym był struś, ponieważ uważano, że jego wszystkie pióra są równe.
Postaciami wiązanymi z cnotą byli Salomon, Kamillus, Pittakos z Mityleny, Trajan.